# Лючанська сільська рада
| Лючанська сільська рада — колишній орган місцевого самоврядування у Косівському районі Івано-Франківської області з адміністративним центром у с. Люча. Утворена в 1990 році. Водоймища на території, підпорядкованій даній раді: р. Люча. Сільській раді підпорядковані населені пункти: - с. Люча |

## Склад ради
Рада складалася з 16 депутатів та голови.

### Керівний склад ради
| ПІБ                          | Основні відомості                                            | Дата обрання | Дата звільнення |
| ---------------------------- | ------------------------------------------------------------ | ------------ | --------------- |
| Ковалюк Микола Дмитрович     | Сільський голова, 1957 року народження, освіта, безпартійний | 26.03.2006   | 02.02.2009      |
| Ковалюк Микола Дмитрович     | Сільський голова, 1957 року народження, освіта, безпартійний | 25.05.2009   | 31.10.2010      |
| Коломийчук Василь Васильович | Сільський голова, 1983 року народження, освіта, безпартійний | 31.10.2010   |                 |

Примітка: таблиця складена за даними джерела